# ناجح حمود
ناجح حمود شخصية رياضية برزت من خلال الفرق الشعبية في محافظة النجف، عمل موظفا حكوميا في وزارة الصناعة العراقية / معمل سمنت الكوفة بصفة إداري. ومن خلال اهتماماته الرياضية ولاعب في الفرق الشعبية وصل إلى نادي النجف الرياضي.
لعب في نادي الكوفة. وعمل مدربا لنادي النجف ثم مدربا لمنتخب العراق لكرة القدم وقاده للحصول على الميدالية الفضية في الدورة العربية في عمّان عام 1999.
شغل منصب رئيس الاتحاد العراقي لكرة القدم للفترة 2011-2014 وكان قبلها نائبا للرئيس السابق حسين سعيد منذ عام 2003.
خلفه في رئاسة الاتحاد عبد الخالق مسعود الذي تمكن في أيار 2014 من التفوق عليه في انتخابات اتحاد كرة القدم والحصول على منصب الرئيس.